# Веда
 Тази статия е за същество от славянската митология.  За старинната дума и изворите на индуизма вижте Веди.  
Веда в славянската митология и българския фолклор е женско същество от рода на самодивите и русалките, което броди нощем и причинява зло на хората.